# Anomis gossypii
Anomis gossypii là một loài bướm đêm trong họ Erebidae.